# Qualis rex, talis grex
Qualis rex, talis grex è una locuzione latina che letteralmente significa "tale re, tale gregge".
Questo detto fu utilizzato per la prima volta da re Alfonso V d'Aragona (1416-1458). Bisogna anche tener conto che la parola "grex" ha più un significato figurato che realistico, quindi si tende a tradurre con gente oppure popolo. In realtà questo detto fu l'introduzione di un trafelato discorso al popolo: Qualis rex, talis grex, si bene rex, bene vult grex.
È un senso di vicinanza tra il re e il suo gregge, che sarebbe il suo popolo, quindi si può utilizzare per evidenziare la somiglianza tra il capo e il suo gruppo, proprio come è spiegato nella parte seguente del discorso di Alfonso V.